# 一瞬
「一瞬」（いっしゅん）は、1998年11月6日にポニーキャニオンから発売された、工藤静香の通算33枚目となるシングル。

## 解説
テレビ朝日系朝のニュース番組『やじうまワイド』で起用された。
敢えて工藤らしい歌い方（"静香節"と表現）を封印して歌ったと発売時のインタビューで語った。
カップリング曲「piece of a star」は、逆に夜を舞台にしたシンプルなアレンジのバラード。
ジャケットは日焼けしているように見えないが、ミュージック・ビデオでは、サーフィン灼けのためか、非常に肌の黒い姿で登場。ЯKプロデュースのアルバム制作中、と雑誌で報じられた事もあったが最終的に発売に至らなかった。

## 収録曲
全作詞・作曲：ЯK／編曲：澤近泰輔
1. 一瞬 （4:45）
2. piece of a star （3:49）
3. 一瞬 （less vocal）

## 収録アルバム
- 一瞬
  - ミレニアム・ベスト

※オリジナル・アルバム未収録
- piece of a star
  - 20th Anniversary B-side collection